# Lithocarpus wallichianus
Lithocarpus wallichianus (Lindl. ex Hance) Rehder – gatunek roślin z rodziny bukowatych (Fagaceae Dumort.). Występuje naturalnie w Indonezji (na Sumatrze), Malezji, Tajlandii oraz Wietnamie. 

## Morfologia
PokrójZimozielone drzewo dorastające do 45 m wysokości.
LiścieBlaszka liściowa mierzy 23 cm długości.
OwoceOrzechy o stożkowatym kształcie, dorastają do 15 mm długości.
Gatunki podobneRoślina podobna jest do gatunku L. conocarpus, od którego różni się kształtem owoców oraz dłuższymi liśćmi.

## Biologia i ekologia
Rośnie w lasach, na terenach nizinnych.